# پاسکال ریشتر
پاسکال ریشتر (انگلیسی: Pascal Richter؛ زادهٔ ۱۰ اکتبر ۱۹۹۶) بازیکن فوتبال است.
از باشگاه‌هایی که در آن بازی کرده‌است می‌توان به باشگاه فوتبال اسنابروک اشاره کرد.